# Dorohoi
Dorohoi é uma cidade da Roménia, no judeţ (distrito) de Botoşani com 31.073 habitantes.